# Ismail Shammout
Ismail Shammout (in arabo إسماعيل شموط‎?; Lidda, 1930 – 1º luglio 2006) è stato un pittore e storico dell'arte palestinese.
È considerato uno dei più importanti artisti palestinesi, fondatore del Dipartimento delle Arti dell'OLP.
È stato Segretario Generale dell'Unione degli artisti palestinesi e Segretario Generale dell'Unione artisti arabi. Ha ottenuto riconoscimenti arabi e internazionali, come lo Scudo della rivoluzione per Arti e Letteratura, il Premio di Gerusalemme e il Premio della Palestina.